# Nāḩiyat Markaz al Qāmishlī
Nāḩiyat Markaz al Qāmishlī (arabiska: ناحية مركز القامشلي) är ett subdistrikt i Syrien.   Det ligger i provinsen al-Hasakah, i den nordöstra delen av landet, 600 km nordost om huvudstaden Damaskus.
Omgivningarna runt Nāḩiyat Markaz al Qāmishlī är i huvudsak ett öppet busklandskap. Runt Nāḩiyat Markaz al Qāmishlī är det ganska tätbefolkat, med 179 invånare per kvadratkilometer.